# Зал Фавар
Зал Фавар (фр. Salle Favart), официальное название Театр Опера-Комик (фр. Théâtre de l'Opéra-Comique), — парижский оперный и драматический театр, ныне служащий резиденцией Оперы-Комик. Он был построен в период с 1893 по 1898 год в стиле необарокко по проекту французского архитектора Луи Бернье. Театр располагается на площади Бойельдье к югу от Бульвара итальянцев. Театр вмещает до 1200 зрителей.

## История

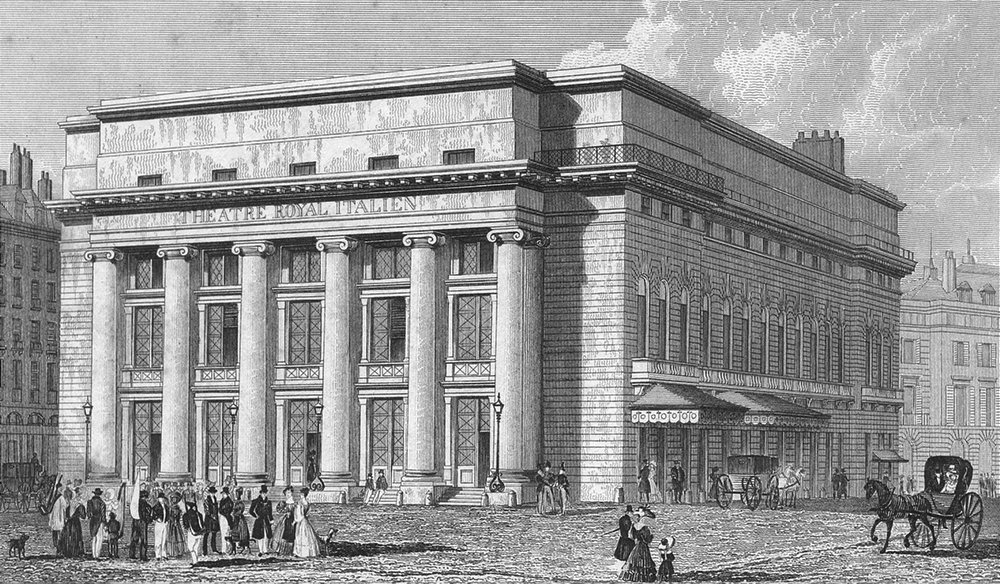
Первый зал Фавар

Нынешний зал Фавар является уже третьим театром с таким названием на этом же месте. Первый зал Фавар, построенный по проекту Жана-Франсуа Эртье, открылся 28 апреля 1783 года. В то время директором Оперы-Комик был Шарль-Симон Фавар. Театр погиб в пожаре, случившемся в ночь с 14 на 15 января 1838 года, через три года после того, как в нём состоялась мировая премьера оперы «Пуритане». Второй зал Фавар, возведённый по проекту Теодора Шарпантье, открыл свои двери 16 мая 1840 года. Он также был уничтожен пожаром 25 мая 1887 года.
После долгих обсуждений, последовавших после второго пожара, было, наконец, принято решение о восстановлении театре на том же участке. Был проведён конкурс на его проект, жюри которого составляли пять победителей Римской премии (в том числе Шарль Гарнье, архитектор Оперы Гарнье), которые гарантировали, что облик нового здания будет отражать академические и официальные представления об архитектуре. Из-за этого обстоятельства авангардные архитекторы не участвовали в конкурсе. Победителем же стал проект Луи Бернье (бывший ученик Оноре Домэ в парижской Школе изящных искусств), получивший Римскую премию в 1872 году.

## Архитектура
Новый зал Фавар, построенный с 1893 по 1898 год, являет собой типичный пример архитектуры в стиле бозар. Необарочный фасад повторяет облик фасада Оперы Гарнье, а детально проработанная внешняя и внутренняя отделка демонстрирует стиль как Гарнье, так и Домэ. Зрительный зал имеет традиционную форму подковы с четырьмя галереями. В основе структуры здания лежит железный каркас, созданный из соображений пожаробезопасности (использование железа в строительстве театров стало распространяться с 1780-х годов), но в отличие от более дальновидных архитекторов, Бернье покрыл каркас тяжёлым камнем.
В соответствии с необарочным стилем здания для украшения фойе театра были заказаны весьма фотореалистичные аллегорические картины, и, несмотря на финансовые ограничения, декораторам удалось создать интерьер чрезмерной роскошный, особенно что касалось его сценической части. У критиков облик нового театра вызвал смешанные отзывы: рационалисты критиковали его за «безумное легкомыслие» дизайна, а традиционалисты защищали его как вполне подходящий для оперетт.

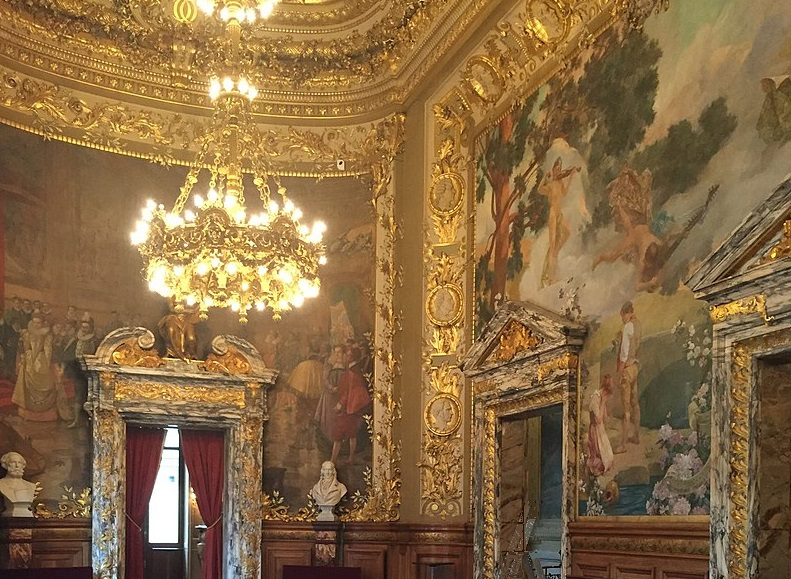
Большое фойе
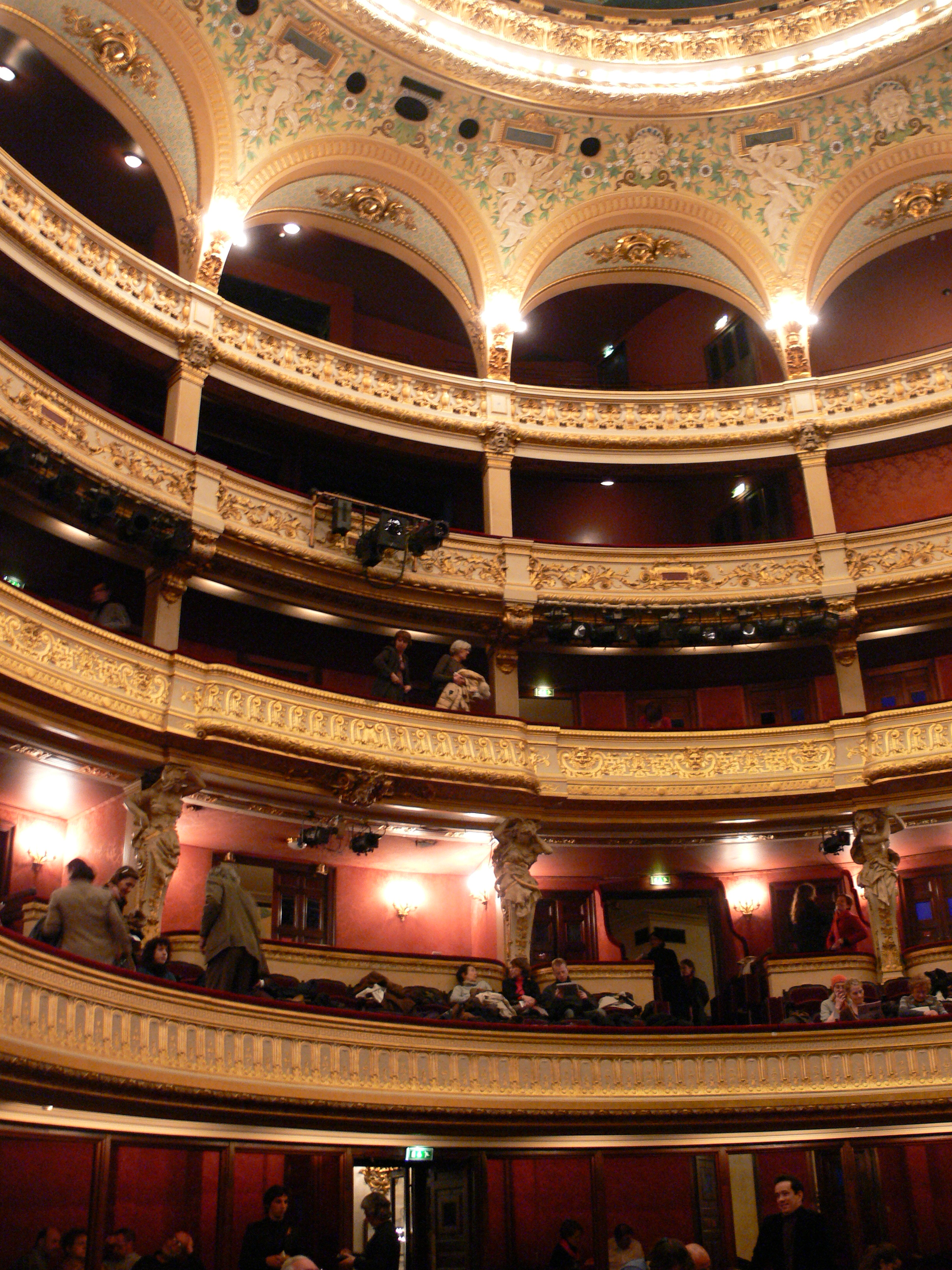
Галереи
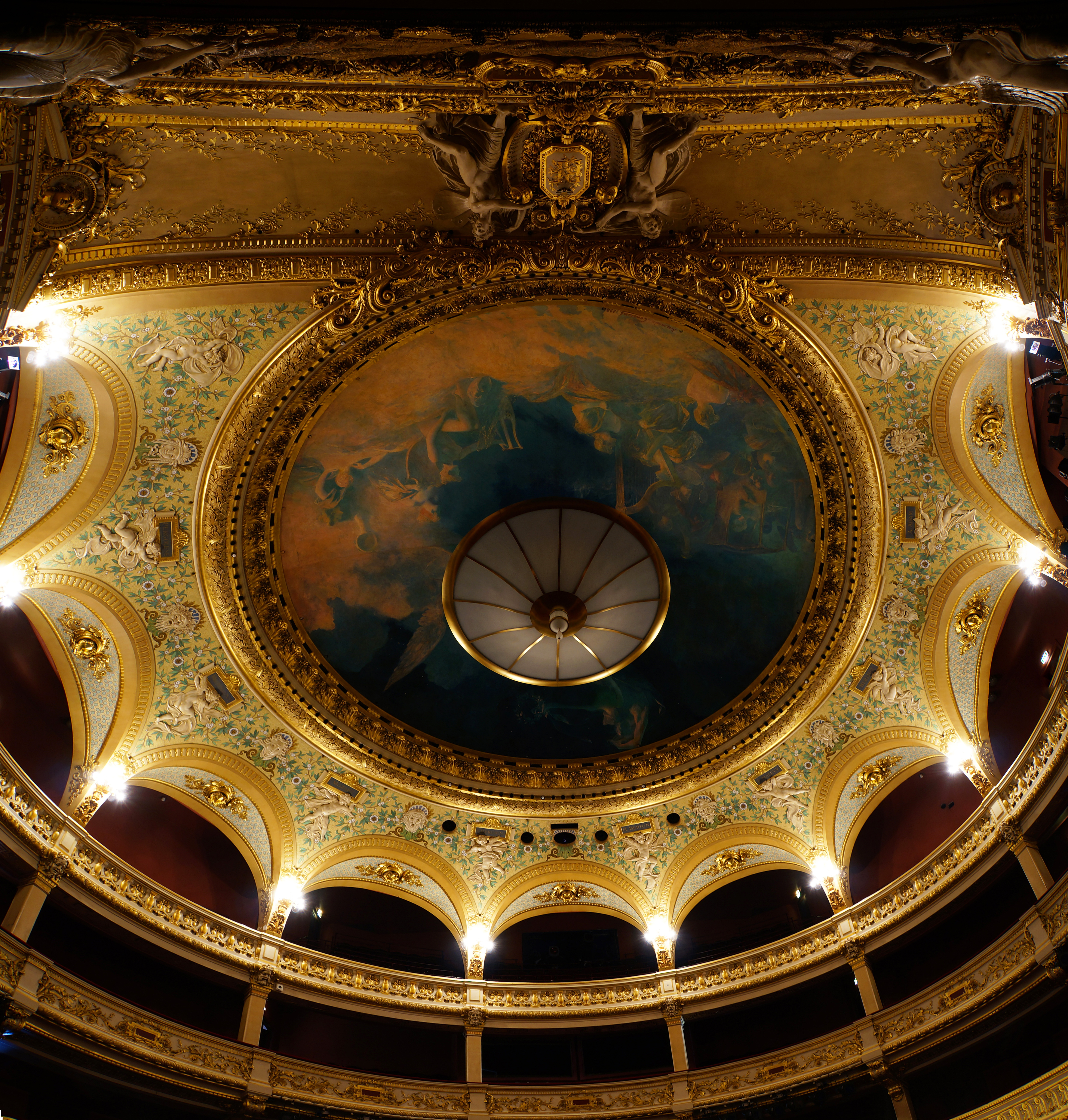
Потолок зрительного зала
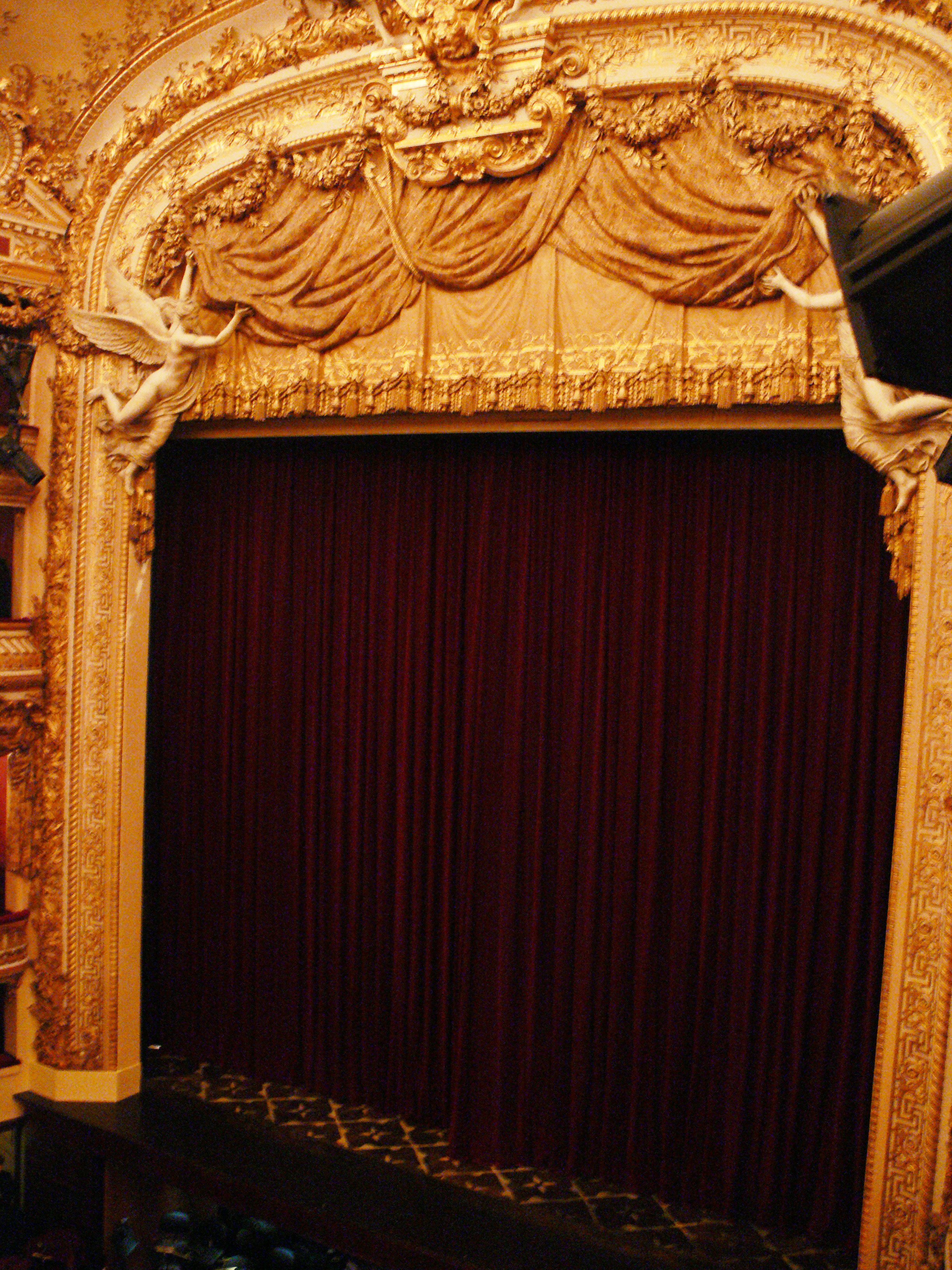
Авансцена и занавес
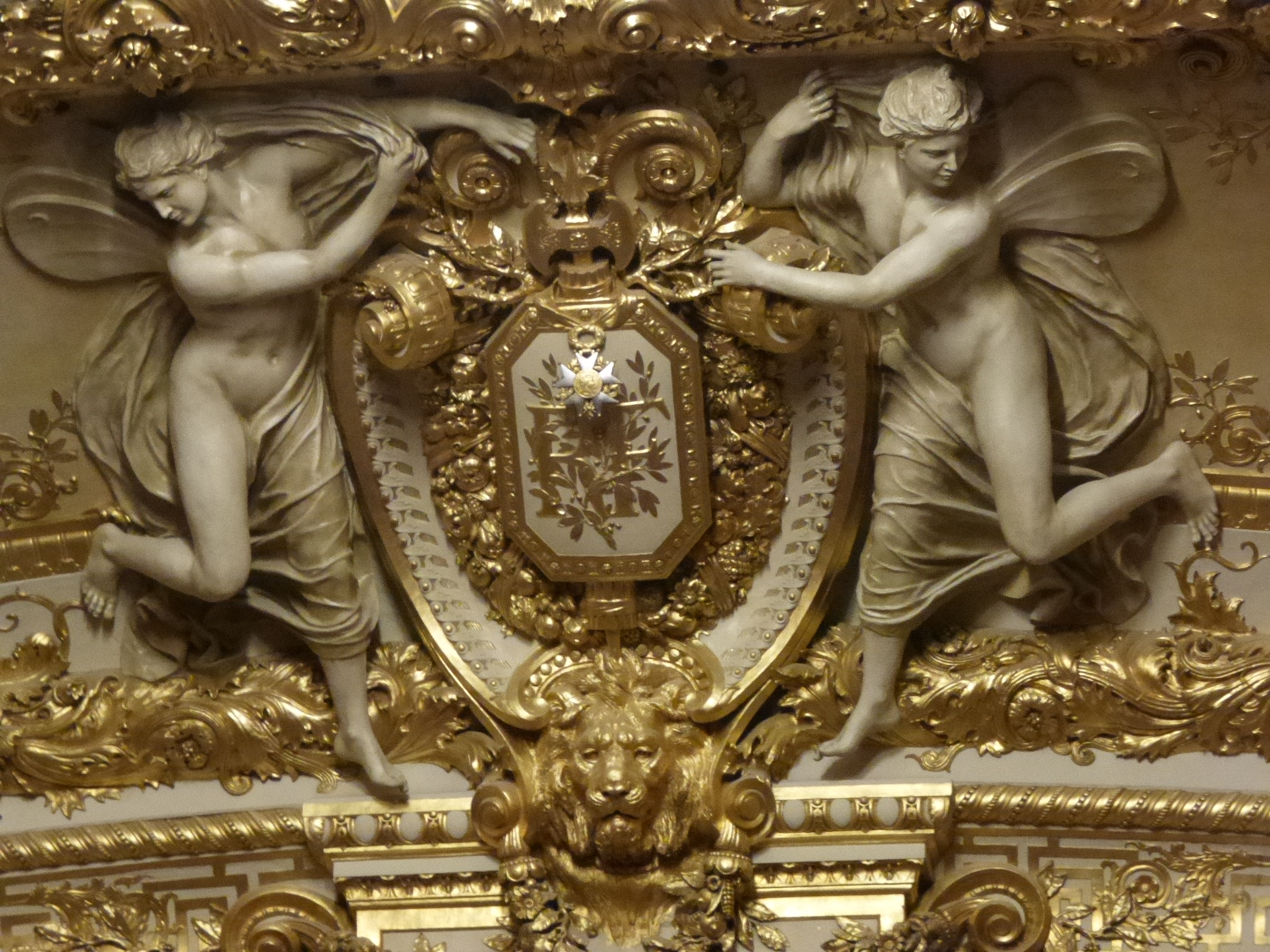
Декоративная штукатурка
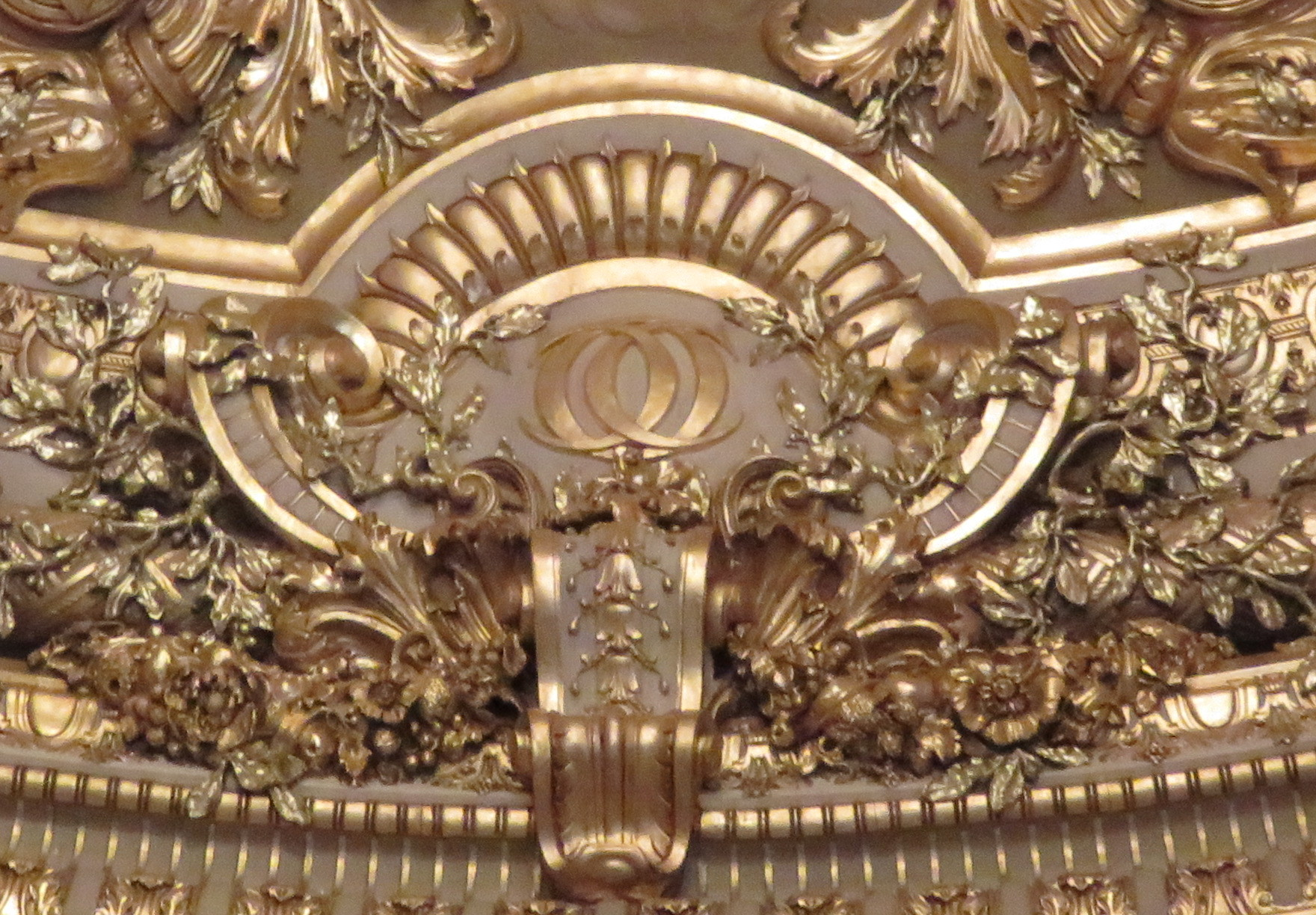
Монограмма Оперы-Комик

Архитектурные чертежи Бернье
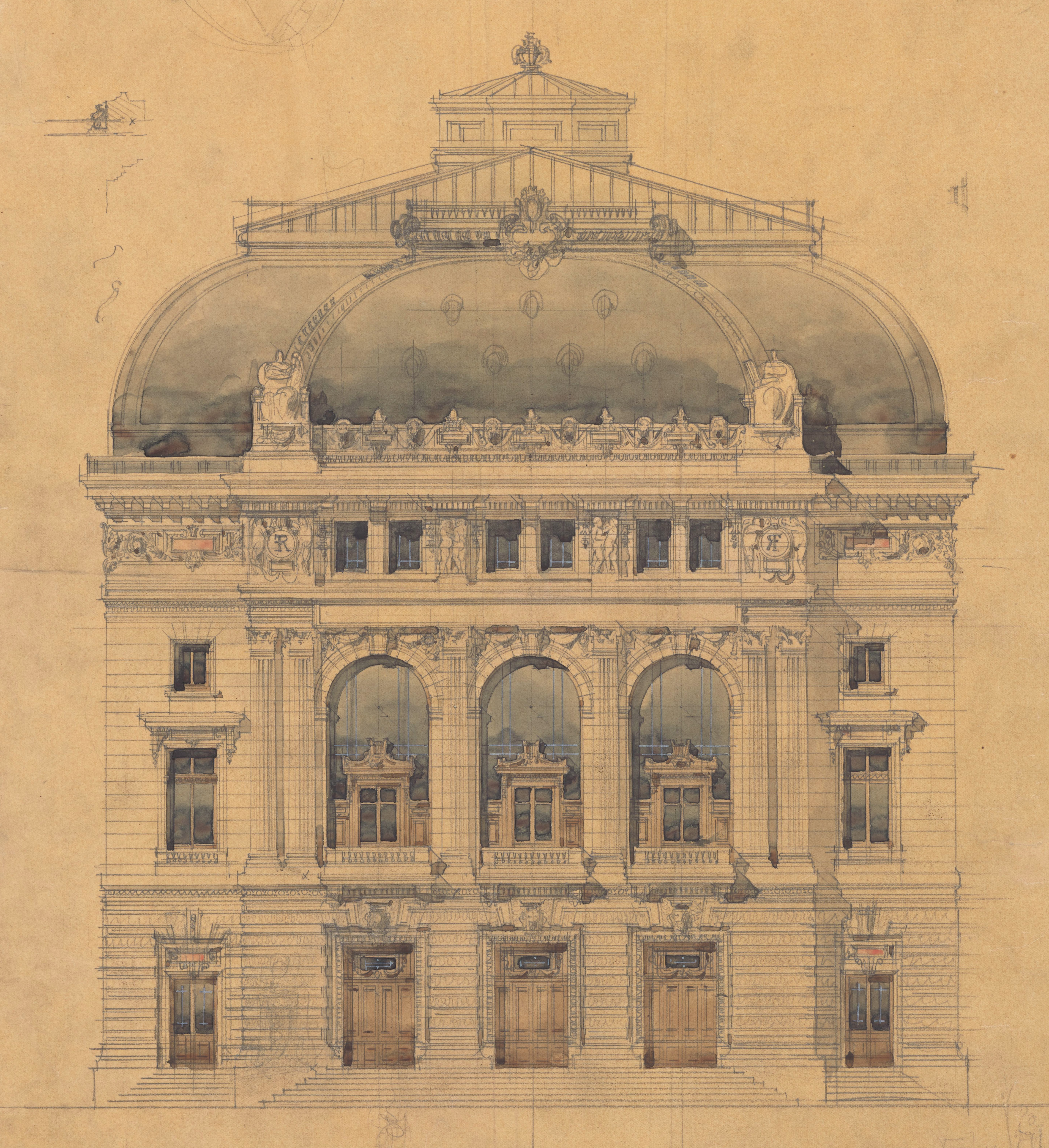
Главный фасад
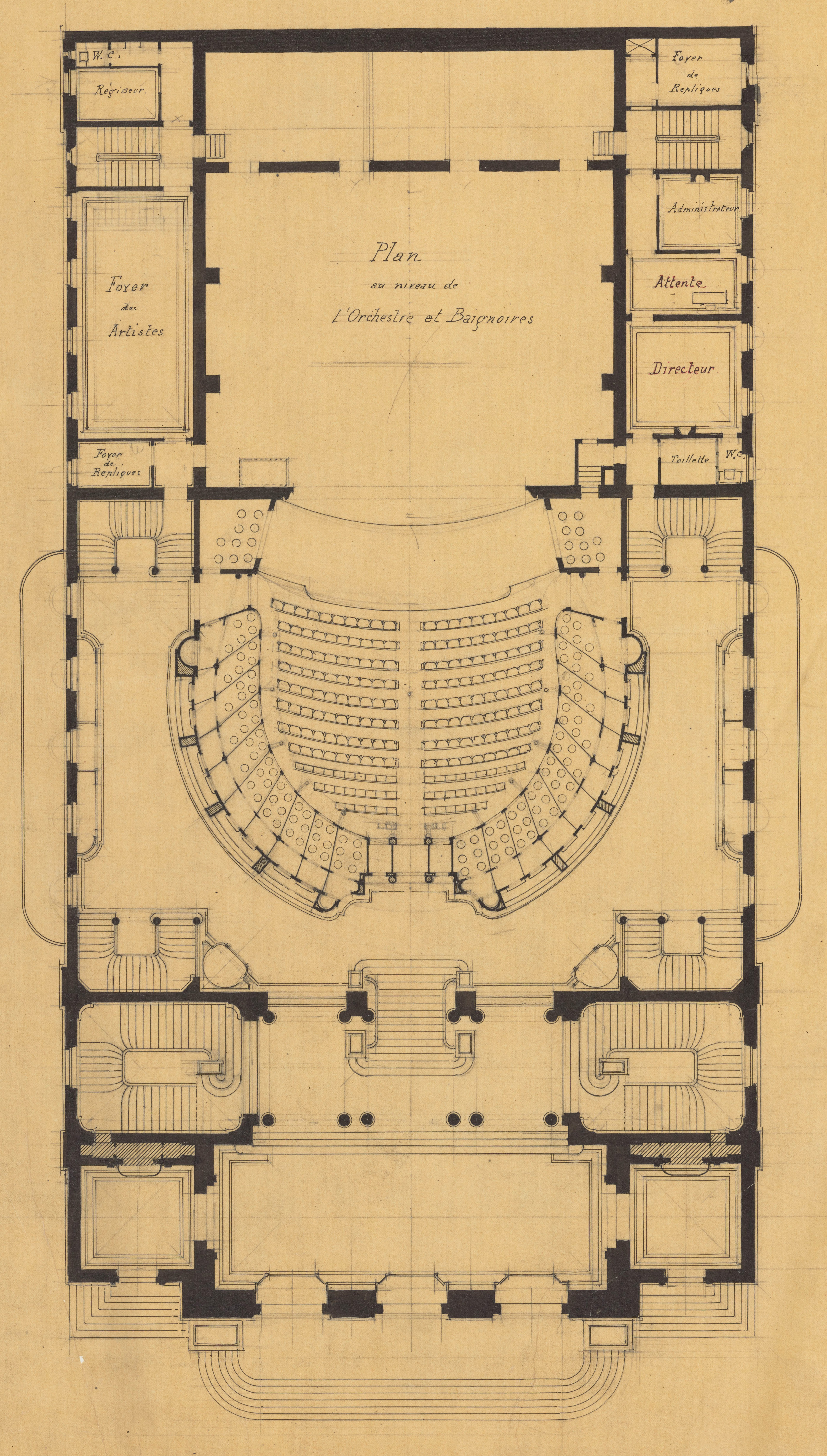
План здания на уровне оркестра
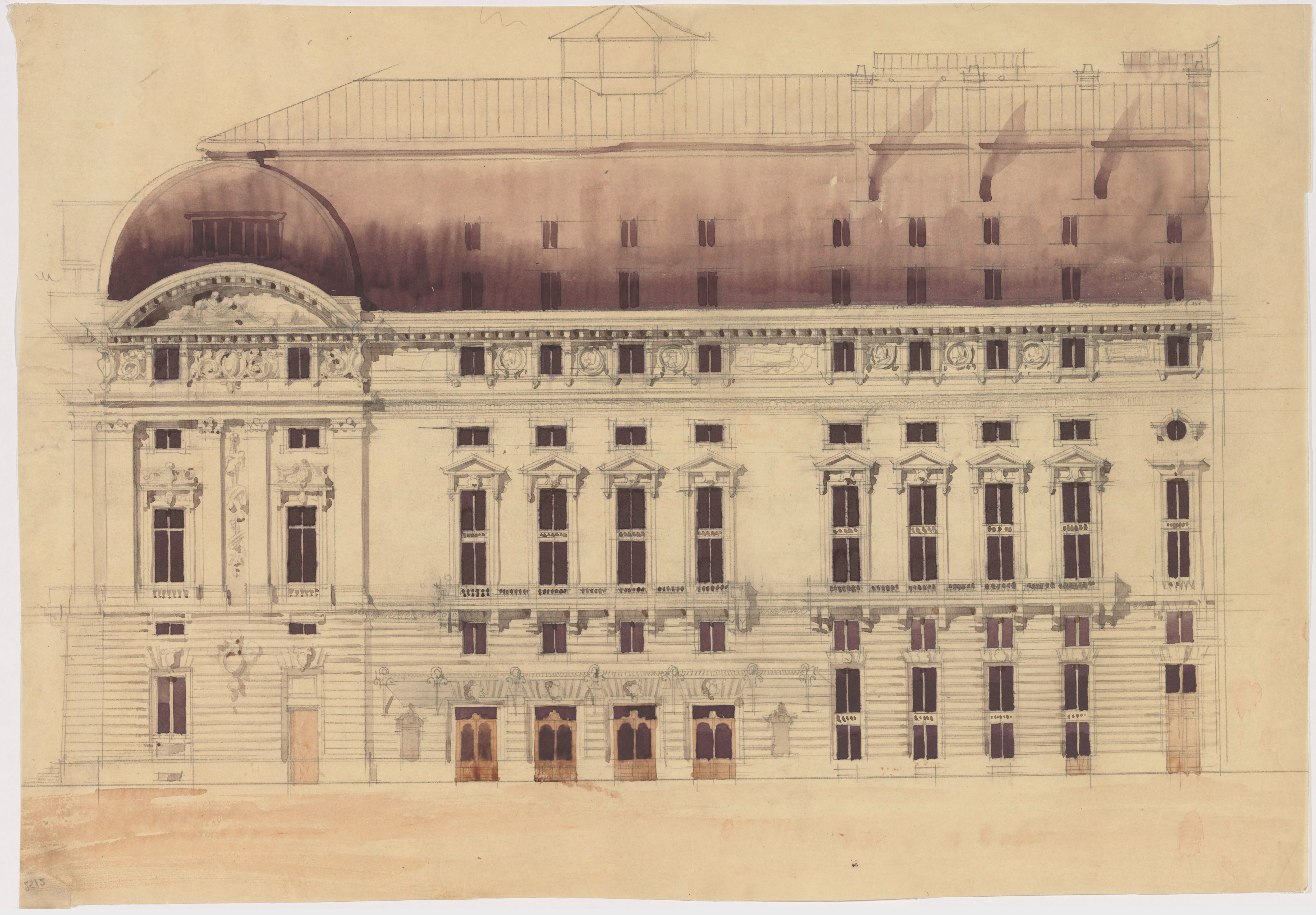
Боковой фасад
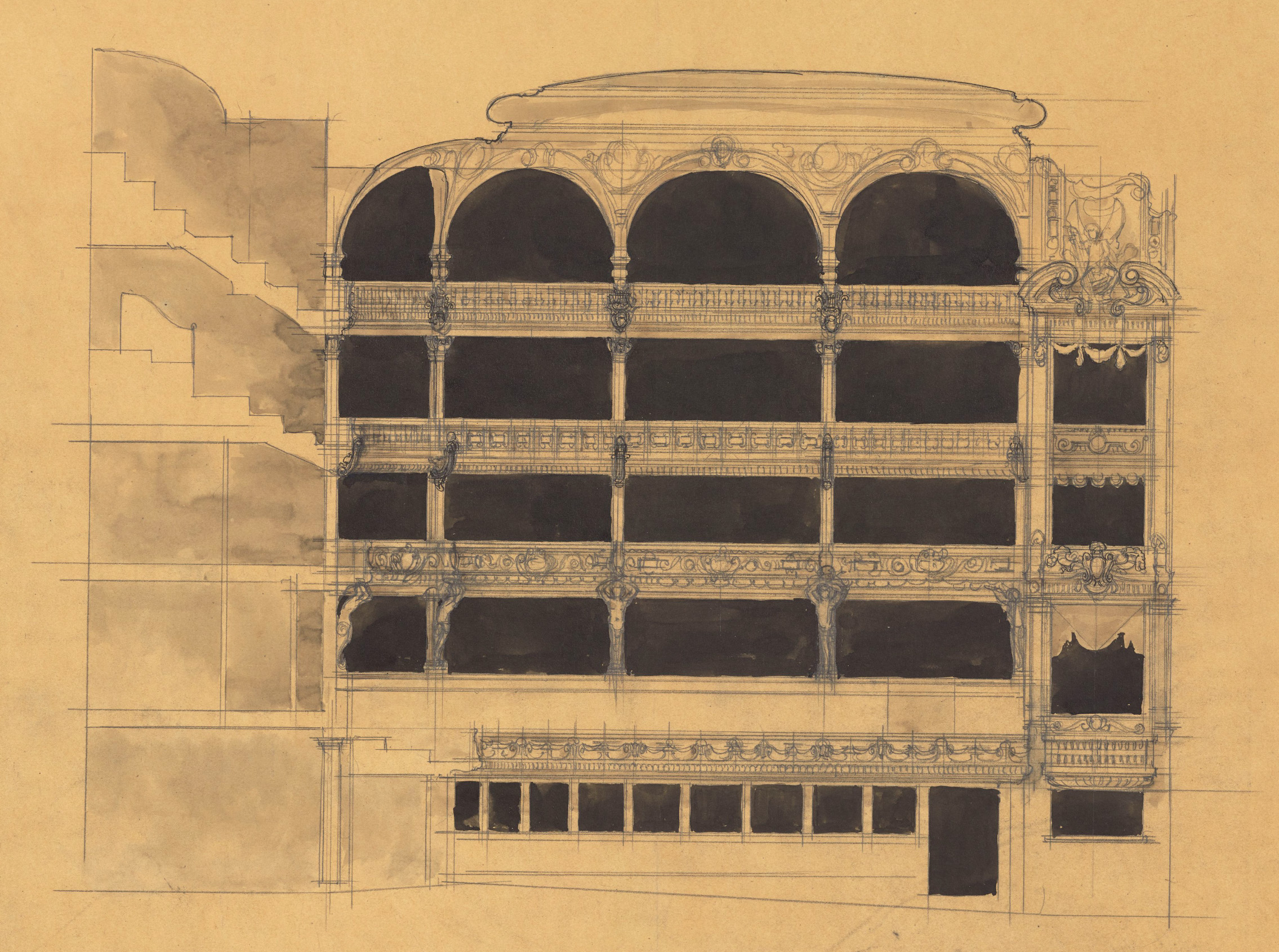
Длинная секция зрительного зала
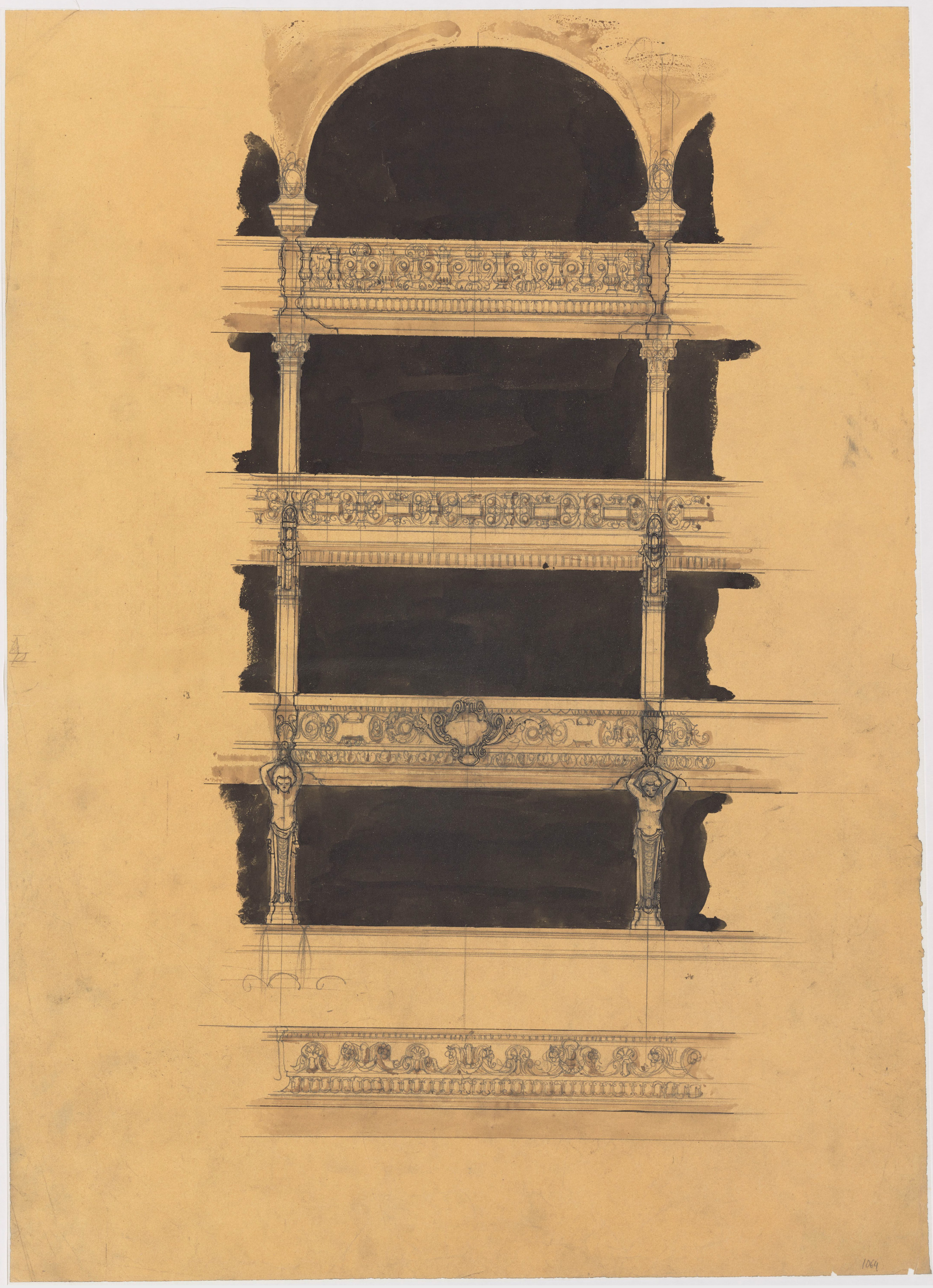
Задние галереи по высоте

## Известные премьеры в существующем здании театра
- «Луиза» Шарпантье (2 февраля 1900)
- «Пеллеас и Мелизанда» Дебюсси (30 апреля 1902)
- «Ариана и Синяя Борода» Дюки (10 мая 1907)
- «Испанский час» Равеля (19 мая 1911)
- «Бедный матрос» Мийо (16 декабря 1927)